# Верхосульська сільська рада
Верхосу́льська сільська́ ра́да — адміністративно-територіальна одиниця та орган місцевого самоврядування в Білопільському районі Сумської області. Адміністративний центр — село Верхосулка.

## Загальні відомості
- Населення ради: 1109 осіб (станом на 2001 рік)

## Населені пункти
Сільській раді були підпорядковані населені пункти:
- с. Верхосулка
- с. Валіївка
- с. Курасове
- с. Лохня
- с. Машарі
- с. Мукіївка
- с. Сульське

## Склад ради
Рада складалася з 12 депутатів та голови.
- Голова ради: Хомиченко Іван Михайлович
- Секретар ради: Бойко Наталія Володимирівна

### Керівний склад попередніх скликань
| Прізвище, ім'я, по батькові     | Основні відомості                                                         | Дата обрання | Дата звільнення |
| ------------------------------- | ------------------------------------------------------------------------- | ------------ | --------------- |
| Кисіль Ганна Іванівна           | Сільський голова, 1955 року народження, позапартійна                      | 26.03.2006   | 31.10.2010      |
| Солодовник Володимир Васильович | Сільський голова, 1976 року народження, освіта вища, безпартійний         | 31.10.2010   | 02.06.2013      |
| Хомиченко Іван Михайлович       | Сільський голова, 1970 року народження, освіта вища, член Партії регіонів | 02.06.2013   | 25.10.2015      |
| Хомиченко Іван Михайлович       | Сільський голова, 1970 року народження, освіта вища, безпартійний         | 25.10.2015   |                 |

Примітка: таблиця складена за даними сайту Верховної Ради України та ЦВК

### Депутати VII скликання
За результатами місцевих виборів 2015 року депутатами ради стали:

#### За суб'єктами висування
| Суб'єкт висування | Кількість обраних депутатів | %      |
| ----------------- | --------------------------- | ------ |
| Самовисування     | 12                          | 100.00 |

#### За округами
| № округу | Прізвище, ім'я, по батькові     | Ким висунуто  | Дата нар.  | Освіта             | Партійна приналежність                                        | Відомості                                                                  |
| -------- | ------------------------------- | ------------- | ---------- | ------------------ | ------------------------------------------------------------- | -------------------------------------------------------------------------- |
| 1        | Корнійчук Тетяна Антонівна      | Самовисування | 10.05.1969 | загальна середня   | безпартійна                                                   | Верхосульська сільська рада, соціаль- ний працівник                        |
| 2        | Конотоп Людмила Григорівна      | Самовисування | 30.01.1977 | середня спеціальна | безпартійна                                                   | Верхосульсь кий сільський будинок культури, художній керівник              |
| 3        | Шевченко Тамара Григорівна      | Самовисування | 04.03.1966 | вища               | безпартійна                                                   | Верхосульська сільська рада, головний бухгалтер                            |
| 4        | Бойко Людмила Іванівна          | Самовисування | 07.01.1962 | середня спеціальна | безпартійна                                                   | Верхосульська сільська рада, бухгалтер                                     |
| 5        | Журба Людмила Олександрівна     | Самовисування | 09.12.1967 | середня спеціальна | безпартійна                                                   | Верхосульсь кий НВК ЗОШ 1-111 ст ДНЗ, Помічник вихова- теля                |
| 6        | Шкабура Галина Євгенівна        | Самовисування | 18.10.1965 | середня спеціальна | безпартійна                                                   | Верхосульсь ка сільська бібліотека, бібліотекар                            |
| 7        | Бойко Наталія Володимирівна     | Самовисування | 07.08.1973 | середня спеціальна | член політичної партії Всеукраїнське об'єднання «Батьківщина» | Верхосульсь ка сільська рада, секретар                                     |
| 8        | Щербаченко Василь Володимирович | Самовисування | 13.04.1971 | середня спеціальна | безпартійний                                                  | ПСП «Слобожанщина Агро», охоронець                                         |
| 9        | Щербаченко Микола Миколайович   | Самовисування | 31.05.1957 | середня спеціальна | безпартійний                                                  | безробітний                                                                |
| 10       | Носкова Раїса Іванівна          | Самовисування | 03.02.1958 | середня спеціальна | член політичної партії Всеукраїнське об'єднання «Батьківщина» | пенсіонер                                                                  |
| 11       | Кордюк Любов Іванівна           | Самовисування | 19.08.1961 | вища               | безпартійна                                                   | Верхосульський НВК ЗОШ 1-111ст.-ДНЗ, заступник директора з виховної роботи |
| 12       | Галета Микола Віталійович       | Самовисування | 05.10.1979 | середня спеціальна | безпартійний                                                  | Луциківська філія ПП «Дружба 6», тракторист                                |

### Депутати VI скликання
За результатами місцевих виборів 2010 року депутатами ради стали:

#### За суб'єктами висування
| Суб'єкт висування                                       | Кількість обраних депутатів | %    |
| ------------------------------------------------------- | --------------------------- | ---- |
| Політична партія Всеукраїнське об'єднання «Батьківщина» | 6                           | 42,9 |
| Політична партія «Наша Україна»                         | 3                           | 21,4 |
| Самовисування                                           | 3                           | 21,4 |
| Партія регіонів                                         | 2                           | 14,3 |

#### За округами
| № округу                                                | Прізвище, ім'я, по батькові     | Дата визнання обраним | Освіта             | Партійна приналежність                        | Відомості про обраного депутата                |
| ------------------------------------------------------- | ------------------------------- | --------------------- | ------------------ | --------------------------------------------- | ---------------------------------------------- |
| Партія регіонів                                         |                                 |                       |                    |                                               |                                                |
| 5                                                       | Соломаха Микола Євгенович       | 02.11.2010            | середня спеціальна | позапартійний                                 | ДП «Нафком-Агро», керуючий                     |
| 6                                                       | Шкабура Галина Євгенівна        | 02.11.2010            | середня            | позапартійна                                  | Верхосульська сільська бібліотека, бібліотекар |
| Політична партія Всеукраїнське об'єднання «Батьківщина» |                                 |                       |                    |                                               |                                                |
| 3                                                       | Шевченко Тамара Григорівна      | 02.11.2010            | вища               | позапартійна                                  | Верхосульська сільська рада, бухгалтер         |
| 7                                                       | Бойко Наталія Володимирівна     | 02.11.2010            | середня спеціальна | позапартійна                                  | Верхосульська сільська рада, секретар          |
| 8                                                       | Щербаченко Василь Володимирович | 02.11.2010            | середня            | позапартійний                                 | тимчасово не працює                            |
| 9                                                       | Щербаченко Микола Миколайович   | 02.11.2010            | середня            | позапартійний                                 | тимчасово не працює                            |
| 11                                                      | Носкова Раїса Іванівна          | 02.11.2010            | середня спеціальна | член Всеукраїнського об'єднання «Батьківщина» | ФОП Носкова                                    |
| 14                                                      | Тищенко Володимир Іванович      | 02.11.2010            | вища               | член Всеукраїнського об'єднання «Батьківщина» | ПП Відродження, головний агроном               |
| Політична партія «Наша Україна»                         |                                 |                       |                    |                                               |                                                |
| 4                                                       | Бойко Людмила Іванівна          | 02.11.2010            | середня            | позапартійна                                  | Верхосульська сільська рада, спеціаліст        |
| 10                                                      | Литвиненко Валентина Максимівна | 02.11.2010            | середня спеціальна | позапартійна                                  | тимчасово не працює                            |
| 13                                                      | Сердюк Ніна Іванівна            | 02.11.2010            | вища               | позапартійна                                  | тимчасово не працює                            |
| Самовисування                                           |                                 |                       |                    |                                               |                                                |
| 1                                                       | Тимченко Тетяна Олексіївна      | 02.11.2010            | середня            | позапартійна                                  | тимчасово не працює                            |
| 2                                                       | Гришан Олексій Григорович       | 02.11.2010            | середня спеціальна | позапартійний                                 | ЦЕЗ № 10, електромонтер                        |
| 12                                                      | Хоменко Володимир Миколайович   | 02.11.2010            | середня            | позапартійний                                 | тимчасово не працює                            |